# استوديو رسوم متحركة

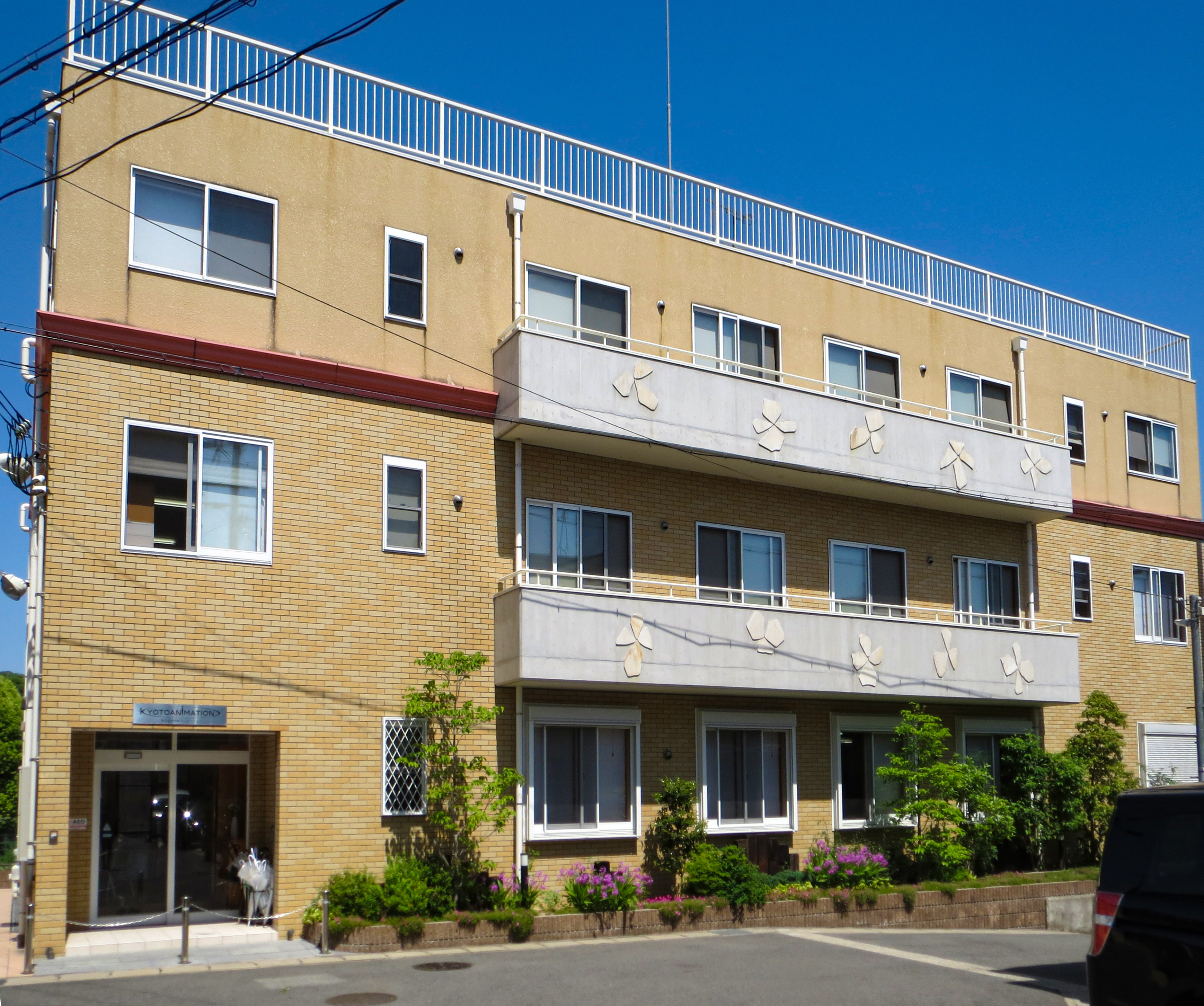

استوديو الرسوم المتحركة هو شركة إنتاج وسائط رسوم متحركة. تشمل لنشاطاتها تصور منتجات يتم انتاجها مع امتلاك المعدات المادية الازمة للإنتاج ، وتوظيف مشغلي تلك المعدات، وامتلاك حصة كبيرة للمبيعات من هذه المنتجات الإعلامية أو تأجيرها. كما أنها تملك حقوق التسويق الإبداعية وحقوق الشخصيات التي تم إنشاؤها(أو تمتلك حقوقها) من قبل الشركة، مثلما أن الكثير من المؤلفين يملكون حقوق التأليف والنشر. في الأيام الأولى لهذه الشركات، كان بعضها يملك براءات اختراع للتقنيات المستخدمة في إنتاج الرسوم المتحركة. حيث تم ابتكار تلك التقنيات لزيادة إنتاجية عملية إنتاج الرسوم المتحركة وتعجيلها. وقد شملت تلك التقنيات براءات اختراع لطرق إنتاج وتحريك الشخصيات والرسوم داخل الإطارات مما ساهم في تطور صناعة الرسوم المتحركة.
وفي العموم هم يعتبرون أعمال تجارية و يمكن أن يعملوا على هذا النحو من ناحية قانونية.
حالياً يوجد مايقارب من 201 استوديو للرسوم المتحركة لايزالون نشطيين والذين يتخصصوا في إنتاج وتوزيع أفلام الرسوم المتحركة. قليلة منهم يعتبر دار إنتاج فعلي بينما الآخرين يعتبرون منظمات. العديد من هذه الاستوديوهات للرسوم المتحركة تساعد في استيفاء أعمال رسوم متحركة لعلامات تجارية كبيرة ونفذت المشاريع بالاستعانة بمصادر خارجية مثل ماحدث في فيلم نيمو.

## المشاريع
استنادا إلى العمل الذي تم التعاقد لإنتاجه سواءاً مع استوديوهات رسوم متحركة أو مع فنانين تحريك، هناك العديد من المشاريع التي قد يُطلب إنجازها في استوديو للرسوم المتحركة. يمكن أن تشمل على سبيل المثال وليس الحصر ، ما يلي:
- شخصيات الرسوم المتحركة
- رسوم متحركة جرافيكية للويب
- الإعلانات التجارية
- الأفلام التعليمية/الصناعية
- الأفلام الروائية
- البينية/الشعارات/المصدات
- الألعاب
- الوسائط المتعددة/الإعلام الجديد
- الفيديوهات الموسيقية
- إركاب/ محاكة
- الأفلام القصيرة
- مسلسللات تلفزيونية
- العروض التلفزيونية الخاصة
- شارة البداية والنهاية
- حلقات على الويب
- المواقع

العديد من المشاريع سالفةُ الذكر تتم على أساس عقد مع الأطراف الأخرى وقد لا يمكن استخدامها مباشرة من قبل الاستوديو للبيع أوالتوزيع إلخ...